# Elizabeth (rivière)
Pour les articles homonymes, voir Elisabeth.
Le fleuve Elizabeth  (en anglais : Elizabeth River) est un cours d’eau de la région du Fiordland, dans l’Île du Sud de la Nouvelle-Zélande.

## Géographie
Elle prend naissance dans le nord de 'Mount George' et s’écoule vers l’ouest à travers le Parc national de Fiordland dans le « Malaspina Reach » jusqu’au niveau de 'Olphert 'Cove dans Doubtful Sound à .L'île Elizabeth (en) est à portée de l’embouchure de la rivière. La rivière et l’île furent dénommées par le Capitaine John Grono d’après le nom de son brick Elizabeth à la fin de l’année de 1822 ou au début de l’année 1823.